# Maria Snellman
Maria Isabella Vilhemina Snellman, född den 3 april 1995, är ett svensk nyhetsankare och programledare på TV4.
Snellman är utbildad inom journalistik, och arbetar på TV4 främst som nyhetsankare i såväl Nyhetsmorgon, Nyhetsdagen och Efter fem. Hon har även agerat programledare för bland Nyhetsmorgon och Efter fem. Snellman har åländska rötter och sommaren 2019 sommarpratade hon på Ålands radio.